# Kotányi
Kotányi (wym. kotaːɲi) – austriackie przedsiębiorstwo specjalizujące się w wyrobie przypraw, a także produktów pochodnych, takich jak marynaty czy panierki.
W 1881 János Kotányi założył młyn papryki w Segedynie, co dało początek zakładowi. Przetwarzał w nim surowiec z własnej uprawy. Po kilku latach Kotányi otworzył filie w Budapeszcie i Wiedniu oraz stworzył sieć sprzedaży swoich przypraw i tzw. towarów kolonialnych. Został także głównym dostawcą przypraw na cesarski dwór. Następne filie firmy zostały założone na początku XX wieku w Berlinie, Monachium, Bostonie i Nowym Jorku.
Asortyment firmy obejmuje ok. 4500 produktów, w tym 600 rodzajów przypraw, stworzonych na potrzeby rynków 20 krajów. Sztandarowymi produktami eksportowymi są młynki z przyprawami w 32 odmianach.
Obecnie firmą zarządza prawnuk założyciela, Erwin Kotányi.
Polski oddział przedsiębiorstwa to Kotányi Polonia Sp. z o.o.